# 아버지와 아들 (1983년 드라마)
《아버지와 아들》은 1983년 10월 29일부터 이듬해 5월 6일까지 방영된 문화방송 주말연속극으로, 1930년대 최부자 집을 배경으로 엮은 부의 획득하고 상실을 엮은 경제 드라마이다.
이 드라마는 1983년 10월 23일 가을맞이 특집 창작무용 〈빛의 여로〉가 방영되고 1983년 10월 29일로 첫 방영일이 되었다.

## 방송 시간
| 방송 채널 | 방송 기간                         | 방송 시간                            |
| --------- | --------------------------------- | ------------------------------------ |
| MBC TV    | 1983년 10월 29일 ~ 1984년 4월 8일 | 매주 토 · 일요일 저녁 7시 10분 ~ 8시 |
| MBC TV    | 1984년 4월 14일 ~ 5월 6일         | 매주 토 · 일요일 밤 8시 10분 ~ 9시   |

## 등장 인물
- 오지명 : 최지훈 역
- 최봉(최 진사) : 철근, 인근 형제 할아버지
- 현석(최철근) : 최지훈 맏아들
- 이덕화(최인근) : 최지훈 둘째 아들
- 김주승
- 정애리(혜숙)
- 김용림 : 지훈 아내, 철근 ·인근 형제 어머니
- 김수미 : 철근 아내, 최지훈 부부 맏며느리, 인근 형수
- 남성훈, 김상순, 백인철, 김홍석
- 황신혜, 김주승, 김애경, 이영후, 지윤성
- 김다혜(1979년)

## 편성 변경
- 1983년
  - 10월 29일 : MBC 대학가요제 방송으로 앞당겨 저녁 6시 10분부터 방영
  - 11월 12일 : 《쇼 2000》 특집 〈톱존즈쇼〉 방송으로 앞당겨 저녁 6시부터 방영
  - 12월 10일 : 《쇼 2000》 특집방송으로 앞당겨 저녁 6시 40분부터 방영
  - 12월 17일 ~ 12월 18일 : 〈MBC 슈퍼테니스대회〉 중계방송으로 순연되어 저녁 7시 40분부터 방영
  - 12월 24일 : 《쇼 2000》 특집방송으로 앞당겨 저녁 6시 30분부터 방영
  - 12월 25일 : 〈미스월드선발대회〉 중계방송으로 앞당겨 저녁 6시 50분부터 방영
  - 12월 31일 : 송년 특집 〈코미디언 총집합〉 방송으로 결방
- 1984년
  - 1월 1일 : 신년 특집 〈명사들과 함께〉하고 《폭소전망대》 방송으로 결방
  - 2월 25일 : 《쇼 2000》 특집 〈제주편〉 방송으로 앞당겨 저녁 6시 40분부터 방영
  - 3월 3일 ~ 4일 : 3.1절 특집 드라마 《조선총독부》 방송으로 결방
  - 4월 7일 : 〈브루네이 대통령 방한〉 중계방송으로 순연되어 저녁 7시 25분부터 방영
  - 4월 22일 : 특집 MBC 권투 〈유환길 VS 로드 세퀴난〉 중계방송으로 순연되어 《일요일밤의 대행진》이 방영되며 결방
  - 4월 30일 : LA 올림픽 축구 아시아 · 대양주 최종예선 3,4위전 〈한국 VS 이라크〉 중계방송으로 앞당겨 저녁 6시 10분부터 방영

## 참고 사항
- 중심무대가 되는 최진사댁의 사랑채하고 외부는 서울 종로구 세검정에 위치한 대원군 별장이 촬영지이다.[2]